# ألفرد نوبل (لاعب كرة قدم)
ألفرد نوبل (بالإنجليزية: Alfred Noble)‏ (18 سبتمبر 1924 في المملكة المتحدة - 1 ديسمبر 1999 بنورتش في المملكة المتحدة) هو لاعب كرة قدم بريطاني (وحمل سابقاً جنسية المملكة المتحدة لبريطانيا العظمى وأيرلندا) في مركز الهجوم، شارك في الألعاب الأولمبية الصيفية 1952. وشارك مع منتخب المملكة المتحدة الوطني لكرة القدم. أما مع النوادي، فقد لعب مع كولتشستر يونايتد وLeytonstone F.C. ‏ وBriggs Sports F.C. ‏.

## وصلات خارجية
- ألفرد نوبل على موقع الاتحاد الدولي (مؤرشف)  (الإنجليزية)
- ألفرد نوبل على موقع اللجنة الأولمبية الدولية (الإنجليزية)
- ألفرد نوبل على موقع أوليمبيديا (الإنجليزية)
- ألفرد نوبل على موقع اللجنة الأولمبية البريطانية (الإنجليزية)